# Markus Vinzent
Markus Vinzent (Saarbrücken, 12 aprile 1959) è uno storico delle religioni tedesco, curatore della collana Acta Patristica.
Professore ordinario presso il Dipartimento di Teologia e studi religiosi del King's College di Londra, nonché membro del Max Weber Centre for Advanced Social and Cultural Studies dell'Università di Erfurt., è specializzato in storia del cristianesimo primitivo, patristica e medievale, storiografia, retro-modernità, storia della religione e del commercio.

## Biografia
Dal 1978 al 1983 frequentò l'Università Cattolica di Eichstätt-Ingolstadt di Parigi, laureandosi in filosofia e teologia al termine di un percorso di studi che prevedeva anche insegnamenti di ebraistica, storia antica e archeologia. Dal 1987 al 1991 si iscrisse all'Università Ludwig Maximilian di Monaco che, una volta conseguito il dottorato nel '91, lasciò per completare il corso post-dottorato e l'abilitazione al'Università Ruprecht Karl di Heidelberg nel '95. Dal 1984 al 1991 svolse un servizio pastorale e, a partire dagli anni '90, fu anche un imprenditore seriale attivo in vari settori: Information Technology, Internet, risorse umane, energia, rifiuti, servizi pubblici e infrastrutture.
Vinzent ricoprì incarichi accademici come ricercatore senior presso i seguenti atenei: King's College di Cambridge (dal '91 al '93), di ruolo all'Accademia delle scienze di Berlino (dal '93 al '95), professore di quarta fascia non titolare di storia della teologia ai tempi della Riforma e della modernità presso l'Università di Magonza ('96-'97), professore di ruolo nella cattedra di storia della teologia all'Università di Colonia (dal '97 '99), professore di teologia all'Università di Birmingham nella cattedra intitolata a Herbert George Wood (dal 1999 al 2010). In quest'ultimo ateneo, fu anche direttore del dipartimenti di teologia dal 1999 al 2001.
A settembre del 2010, entrò a far parte del Dipartimento di Teologia e Studi Religiosi del King's College di Londra. Nel quinquennio successivo, fu professore a contratto dell'Università della Corea, a Seoul. Dal 2012 è membro del Max Weber Center for Advanced Social and Cultural Studies dell'Università di Erfurt.
Nel 2003, fu uno dei coautori della pubblicazione intitolata Guidelines on the "Trialogue of Cultures", a seguito di uno studio sull'insegnamento e l'apprendimento scolastico delle tre religioni abramitiche (Ebraismo, Cristianesimo e l'islam), condotto fra il 2000 e il 2002 dall'Università di Birmingham in otto Paesi europei e finanziato dall'Altana/Fondazione BMW (Herbert-Quandt-Stiftung). Tra il 2005 e il 2015, la fondazione ha finanziato la partecipazione di 200 scuole tedesche a un concorso teso a sviluppare progetti creativi nell'ottica di maggiore co-cultura (senso della matrice religiosa e storica comune). I risultati hanno portato a una lunga lista di pubblicazioni, un corso di insegnamento per bambini trasmesso dall'Hessische Rundfun, fra gli altri media.
Insieme al professor Allen Brent, diresse il grande progetto di ricerca "Iconografia ed epigrafia paleocristiana", finanziato dalla British Academy fra il 2011 e il 2012. Dal 2013 al 2016, fu nominato anche come primo ricercatore del progetto "Meister Eckhart e l'Università di Parigi ai primi del XIV secolo", finanziato dall'Arts and Humanities Research Council (AHRC) a seguito della riscoperta delle Questioni Parigine (Quaestiones Parisienses) di questo filosofo e teologo medievale. Dal 2018 al 2021, è stato responsabile insieme a Marie-Anne Vannier (Università della Lorena a Metz) del progetto di ricerca su "Insegnare e predicare con le auctoritates patristiche - Meister Eckhart nella Francia e nella Germania passata e presente" (Teaching and Preaching with Patristic auctoritates – Meister Eckhart in France and Germany, past and present), finanziato dall'Agence National de la Recherche (ANR) francese e dal Deutsche Forschungsgemeinschaft (DFG) tedesco.
Dal 2003 è uno dei direttori della Conferenza Internazionale di Studi Patristici, direttore editoriale della serie Studia Patristica, la pubblicazione ufficiale della conferenza per la quale è anche il curatore degli Acta Patristica e il direttore della collana Studia Patristica Supplements e della serie Eckhart: Texts and Studies.
Vinzent è membro del direttivo dell'Eckhart Gesellschaft (dal 2016) e delle seguenti società accademiche: Accademia europea delle scienze e delle arti (Vienna, 2001-), l'Accademia Europeae (Londra, dal 2015), la Eckhart Society (dal 2011), International Society of Neoplatonic Studies (dal 2012), Internationale Gesellschaft für Theologische Mediävistik (2014-) e l'Oswald von Wolkenstein-Gesellschaft (dal 2017).
Sposato con la professoressa Jutta Vinzent, è padre di due figli, Cyril e Charlotte.

## Opere
- Offener Anfang. Die Entstehung des Christentums im 2. Jahrhundert. Herder Verlag, i.Br., Friburgo 2019, ISBN 978-3-451-38577-3
- Writing the History of Early Christianity. From Reception to Retrospection, Cambridge University Press, Cambridge, 2019, ISBN 978-1-1086-4705-2
- con Kelley McCarthy Spoerl, Eusebius of Caesarea, Against Marcellus and Ecclesiastical Theology, traduzione commentata a cura di Kelley McCarthy Spoerl e Markus Vinzent, collana The Fathers of the Church, editore The Catholic University of America Press, Chicago, 2017. ISBN 081322991X
- Tertullian’s Preface on Marcion’s Gospel in Studia Patristica Supplements, 5, Peeters, 2016. ISBN 978-90-429-3320-0
- con Loris Sturlese, Index Eckhardianus: Meister Eckhart und seine Quellen I Die Bibel, Meister Eckhart. Lateinische und Deutsche Werke. Die lateinischen Werke VI, 1.-6. Lieferung, editore Kohlhammer, Stoccarda, 2015. ISBN 3170296760
- Die Auferstehung Christi im frühen Christentum, i.Br., Friburgo, 2014, edizione di M12 riveduta e tradotta in tedesco. ISBN 3451312123
- M15. Marcion and the Dating of the Synoptic Gospels,in  Studia Patristica Supplements 2, Peeters, Lovanio, 2014. ISBN 9042930276. Si veda anche la traduzione in cinese della serie Classics and Interpretations, trad. Shuhong Zheng (Beijing: Huaxia Publishing House, 2016).
- Meister Eckhart’s On the Lord’s Prayer: Introduction, Text, Translation, and Commentary, Peeters, Lovanio, 2012. ISBN 9789042925847
- Christ's Resurrection in Early Christianity and the Making of the New Testament, Ashgate, 2011. ISBN 9781409417910
- The Art of Detachment, Peeters, Lovanio, 2011, ISBN 9781409417927
- Der Ursprung des Apostolikums im Urteil der kritischen Forschung, Forschungen zur Kirchen- und Dogmengeschichte Band 89, (Göttingen: Vandenhoeck & Ruprecht, 2006). ISBN 9783525551974
- Markell von Ankyra, Die Fragmente; Der Brief an Julius von Rom, Supplements to Vigiliae Christianae 39 (Leiden: Brill, 1997). ISBN 9789004109070
- Pseudo-Athanasius, Contra Arianos IV. Eine Schrift gegen Asterius von Kappadokien, Eusebius von Cäsarea, Markell von Ankyra und Photin von Sirmium in Supplements to Vigiliae Christianae, 36, E.J. Brill, Leida, 1996, ISBN 9789004106864
- Asterius von Kappadokien, Die Theologischen Fragmente in Supplements to Vigiliae Christianae, 20, E.J. Brill, Leida, 1993, ISBN 9789004098411.

## Contributi
L'origine del Cristianesimo
In una serie di monografie ha pubblicato la storia della fede paleocristiana (monarchismo, Trinità, Credo degli Apostoli) e del suo recepimento nel Medioevo, durante l'Illuminismo e nella teologia contemporanea. Il suo principale contributo al campo della storia della teologia è il radicale tentativo di leggere le fonti in modo non anacronistico. Di conseguenza, il cristianesimo è visto come una religione che ha sviluppato i suoi contorni molto più tardi di quanto precedentemente ipotizzato per secoli. Nella sua monografia sulla Risurrezione, Vinzent afferma che gli scritti fondamentali, in particolare i Vangeli canonici e apocrifi, risalibbero tutti alla metà del secondo secolo, e che le lettere di Paolo sarebbero state scritte intorno alla metà del primo secolo, divenendo influenti solo cento anni dopo.

Nei suoi scritti emergono concetti-chiave come:
- il riconoscimento dell'insegnante e uomo d'affari romano Marcione di Sinope come uno dei principali pensatori e fondatori del Cristianesimo
- la definizione del Cristianesimo quale "religione" separata, basata non solo sulla parola di Rabbi Gesù, ma sulla vita esemplare di un messaggero divino e salvatore Gesù Cristo che morì sulla croce e risuscitò;
- il Vangelo come un nuovo genere letterario che racchiude in sé la novità del messaggio di Cristo e del cristianesimo;
- il Nuovo Testamento inteso come titolo della raccolta di scritti fondamentali della nuova religione, posto in antitesi piuttosto che in continuità e attuazione con l'Antico Testamento della legge ebraica e dei profeti, dai quali si differenzia per l'introduzione di nuovi modi di digiuno, di una disciplina ascetica e sacramentale che sarebbero databili a questo maestro romano.[4]

Vinzent affermò che il Credo Cristiano è uno sviluppo successivo del quarto secolo, così come le Solennità cristiane, ad eccezione della Pasqua che fu ereditata dal giudaismo, ma radicalmente modificata da Marcione. Soprattutto, il testo attuale del Credo degli Apostoli sembra derivare dalle controversie dogmatiche del 340 d.C.

Secondo le opinioni di Vinzent, il cristianesimo si sarebbe sviluppato come una delle sette ebraiche fino alla riconcettualizzazione di Marcione di Sinope negli anni successivi al 140 d.C. Inoltre, le varie teologie e comunità che si sono moltiplicate a partire dalla metà del secondo secolo sarebbero state gradualmente influenzate dai Vangeli e da Paolo.
Meister Eckhart
Un'area di ricerca più recente è la vita di Vinzent è Meister Eckhart (1260–1329 ca.), i suoi scritti e il suo pensiero. Vinzent sostiene che Eckhart fu un pensatore cristiano straordinariamente creativo, il quale riuscì a esprimere in termini concettuali tutte le principali idee della sua religione. Eckhart mise in discussione i concetti fondamentali della Trinità, della Caduta, dei Sacramenti, fra gli articoli fondativi della fede e dell'identità storica cristiana.

Scoprì nuovi testi inediti di Meister Eckhart (fra i quali quattro questioni parigine. Quaestiones Parisienses), redasse edizioni critiche tradotte e commentate delle sue opere, in particolare l'Indice biblico all'edizione critica delle opere di Eckhart pubblicata dall'editore Klostermann di Stoccarda. Dai suoi studi su Eckhart, emerse il suo profondo radicamento nella critica dello Scolasticismo promosso a cavallo fra il XIII e il XIV secolo nelle Università di Parigi, Oxford e di Erfurt. Inoltre, chiarì che Eckhart non fu solo uno dei predicatori di maggior successo e fra i più influenti della sua epoca, esercitando un notevole impatto sulla diffusione della sua lingua volgare medio-alta tedesca, ma anche un ricercato e affermato docente universitario capace di parlare e scrivere in lingua latina.
Trasformaziionalismo e storiografia
Entrambe le aree tematiche si collegano al tentativo di Vinzent di spingere i confini della teologia verso un cristianesimo trasformazionale totalmente nuovo, che rilegge la Risurrezione in un modo aperto alla sfida, alla critica e alla riformulazione. La teologia si misura rispetto alla sua pretesa naturale di trattare con i principi primi e la verità, e in quanto tale, non è concepibile come un sistema chiuso, bensì co-essenziale con quello del proprio oggetto.
La sua ultima ricerca riguarda la metodologia storiografica. Influenzato dai dibattiti sociologici sulla modernità, in particolare dalla sua appartenenza al Max Weber Kolleg di Erfurt, rifletté sulle svolta culturale e svolta materiale, sviluppando ulteriormente la critica anacronologica nel progetto Retrospection, nel quale mette in evidenza il paradosso intrinseco fra la natura retrospettiva di qualsiasi storiografia e, dall'altro lato, la forma progressiva del linguaggio e quindi anche di qualsiasi narrativa, inclusa quella della storia.